# Kumbang (Delima)
Kumbang is een bestuurslaag in het regentschap Pidie van de provincie Atjeh, Indonesië. Kumbang telt 98 inwoners (volkstelling 2010).